# FM Plus
FM Plus es una radioemisora chilena contemporánea perteneciente a CNC Medios con sede en Antofagasta. Sus estudios se encuentran en calle Copiapó 886 al igual que sus emisoras hermanas FM Quiero y Radio Canal 95.

## Historia
Sus transmisiones comenzaron el 20 de octubre de 1998 en el dial 103.9 FM en Antofagasta, como respuesta a la profunda (y exitosa) reformulación programática realizada por Radio Sol que dejaba de lado la música juvenil del momento para enfocarse en los clásicos de los 70 y 80. En sus inicios se llamó Canal 95 Plus, pero debido a la confusión de nombres con su radio hermana Canal 95, se optó por renombrarla como FM Plus. El equipo de locutores lo integran diversas personalidades del mundo radial de la ciudad de Antofagasta: Harold Rivas, Ana López y Francisco Varela.
El día 25 de marzo de 2018 llega a Santiago a través del canal 14.3 (TVD). La señal que llega a la capital es de audio junto con un "loop" de imágenes en donde se informa sobre la programación de la emisora. Durante el mes de junio de 2019, y luego de estar fuera del aire por un par de semanas, FM Plus se cambia a la frecuencia 14.4 de la TVD santiaguina. Luego de 2 años y 4 meses, a mediados de octubre de 2021 finalizan las transmisiones de FM Plus en Santiago, siendo reemplazado por UESTV, canal que se cambió de la frecuencia 14.3 a 14.4. Mientras que en la frecuencia 14.3 pasó a emitirse el canal religioso Universal TV, pero la situación cambió a mediados de diciembre de 2023 cuando FM Plus retornó a Santiago a través de la frecuencia 14.3, con la novedad de que ahora la señal de tv muestra en vivo los estudios centrales de la radio junto a sus locutores. Además FM Plus TV transmite a través de la plataforma Twitch
En la jornada del sábado 29 de junio de 2019, la emisora inicia sus transmisiones en Angol (Región de La Araucanía) a través del 102.5 MHz, mientras que el día jueves 8 de agosto de 2019, FM Plus hace su llegada a la ciudad de Valdivia (Región de Los Ríos) por el 93.9 MHz, permaneciendo en la capital de la Región de Los Ríos hasta el 31 de enero de 2020. El 1 de octubre de 2019 llega a Cañete (Región del Bio Bio) a través del 91.7 MHz, pero el 30 de septiembre de 2020 cierra sus transmisiones en dicha ciudad. Mientras que en octubre de 2022, comienza a transmitir, por segunda vez, en Iquique a través del 102.3 FM, permaneciendo en el dial de la ciudad capital de la Región de Tarapacá hasta mediados de mayo de 2024 cuando es reemplazada por Radio Pampa y Mar . 
Su voz institucional es la de Iván Loscher y sus voces de continuidad son las de Raúl Soto, César Castro y Juan Antonio Castillo.

## Frecuencias anteriores
- 99.1 MHz (Iquique); hoy Digital FM, sin relación con CNC Medios
- 102.3 MHz (Iquique); hoy Radio Pampa y Mar, sin relación con CNC Medios
- 95.1 MHz (Antofagasta); hoy FM Quiero
- 103.9 MHz (Antofagasta); hoy Radio Atlanta, sin relación con CNC Medios
- 106.9 MHz (Antofagasta); frecuencia disponible sólo para radios comunitarias.
- 91.7 MHz (Cañete); hoy Radio Estación Activa, sin relación con CNC Medios
- 103.5 MHz (Los Ángeles); hoy Radio Carnaval Paraíso, sin relación con CNC Medios
- 102.5 MHz (Angol); hoy Supersónika FM, sin relación con CNC Medios
- 93.9 MHz (Valdivia); hoy Radio Universal, sin relación con CNC Medios